# مجمع الشفاء الطبي
مجمع الشفاء الطبي هو مجمع طبي حكومي يعتبر أكبر مؤسسة صحية طبية داخل قطاع غزة وهو يضم ثلاث مستشفيات تخصصية هي مستشفى الجراحة ومستشفى الباطنة ومستشفى النساء والتوليد، وتبلغ القدرة السريرية الإجمالية له 564 سرير، ملكية الأرض والمبنى هي حكومية تابعة لوزارة الصحة الفلسطينية، يقع المجمع في المنطقة الغربية الوسطى من مدينة غزة، على مفترق تقاطع شارع عز الدين القسام مع شارع الوحدة وهو من الشوارع الرئيسية في المحافظة، تحصل به بعض الاختناقات المرورية نهارا، تحيط بالمستشفى ثلاثة شوارع فرعية من باقي الجهات.

## التاريخ

### التأسيس

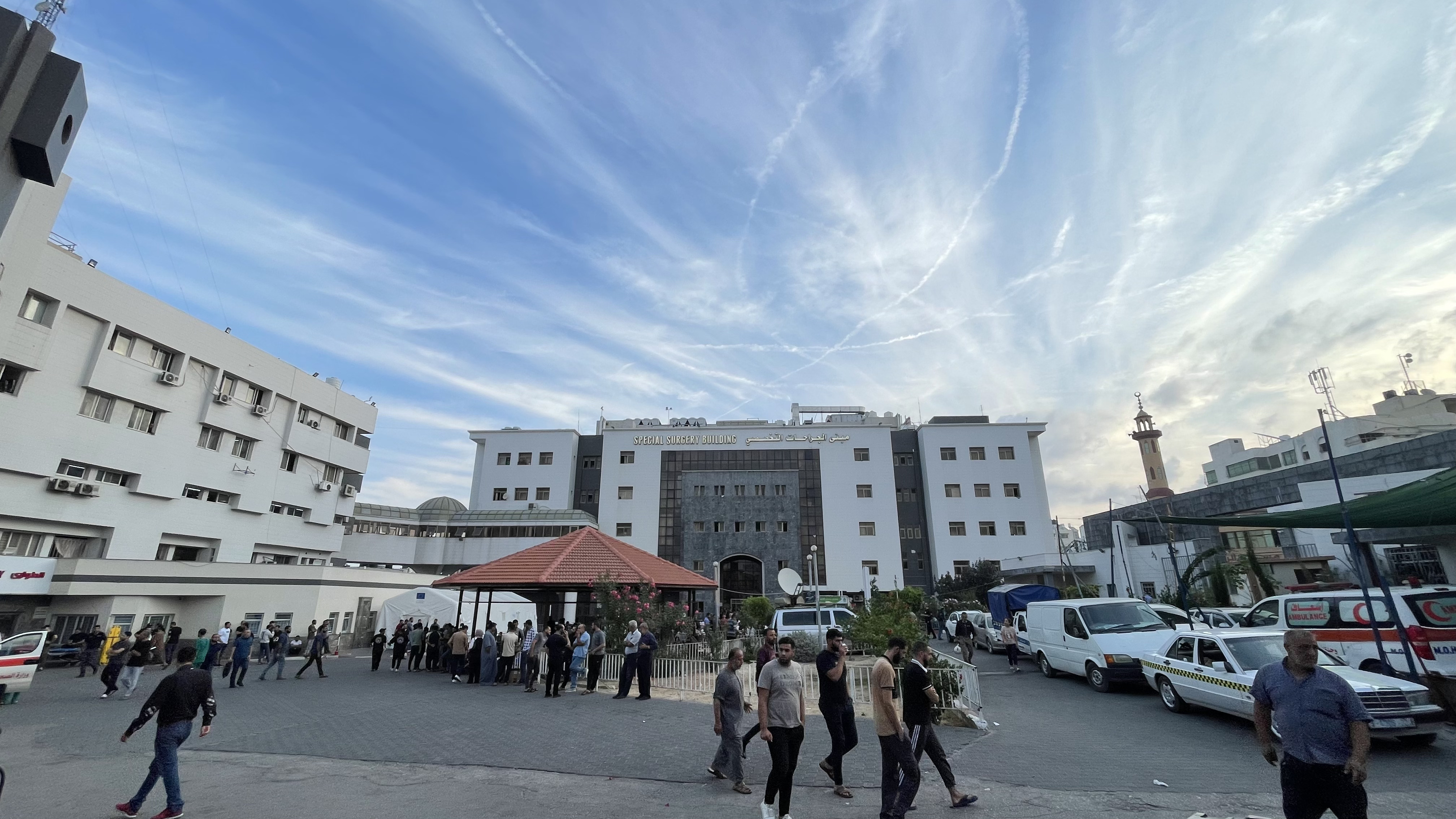
مبنى الجراحة الخاصة في مستشفى الشفاء قبل القصف.

أنشئ مستشفى الشفاء في العام 1946 خلال الانتداب البريطاني في فلسطين، وبعد انتهاء الانتداب أصبح تحت الإدارة المصرية عقدين من الزمن، توسعت فيه أقسامه وزاد عدد أسِرّته.

### حرب 1967
وقع تحت الاحتلال الإسرائيلي بعد حرب 1967.
في العدد الصادر عن جريدة الاتحاد اليومية في 14 ديسمبر 1971، ذكرت أن جيش الاحتلال الإسرائيلي اقتحم المشفى مرة أخرى حيث اشتبه بوجود ثلاث فلسطينيين مطلوبين له قد دخلوا إلى المشفى وقامت بإطلاق النار نحوهم.
وأكد روني شاكيد، وهو خبير أمني إسرائيلي، أن الشركة الإسرائيلية صممت أنفاق تحت المستشفى لأغراض عسكرية في عام 1983، وظل مستخدما كخندق للقيادة العسكرية الإسرائيلية حتى آخر يوم احتلال في عام 1994.

### السلطة الفلسطينية
عام 1994 ونتيجة لاتفاق السلام بين منظمة التحرير الفلسطينية وإسرائيل، تسلمت السلطة الفلسطينية إدارة المشفى ورفعت العلم الفلسطيني عليه.
نتيجة للأحداث بين حركتي حماس وفتح عامي 2006 و2007 وحدوث الانقسام الفلسطيني. تولت حركة حماس إدارة قطاع غزة فما فيه مجمع الشفاء الطبي.
عام 2009، ذكرت صحيفة هآرتس الإسرائيلية أن "كبار مسؤولي حماس في غزة يختبئون في مخبأ "شيدته إسرائيل، كما يشتبه مسؤولو المخابرات".
في عام 2021 ادعت إسرائيل أنها دمرت البنية التحتية تحت الأرض بالمنطقة، فخلال هجومها على غزة في مايو/أيار 2021، قصفت إسرائيل بشدة المنطقة المحيطة بالشفاء، مرتكبة ما أصبح يعرف باسم مجزرة شارع الوحدة. وأكدت إسرائيل أنها دمرت المخابئ الموجودة تحت مستشفى الشفاء تدميرا كليا.

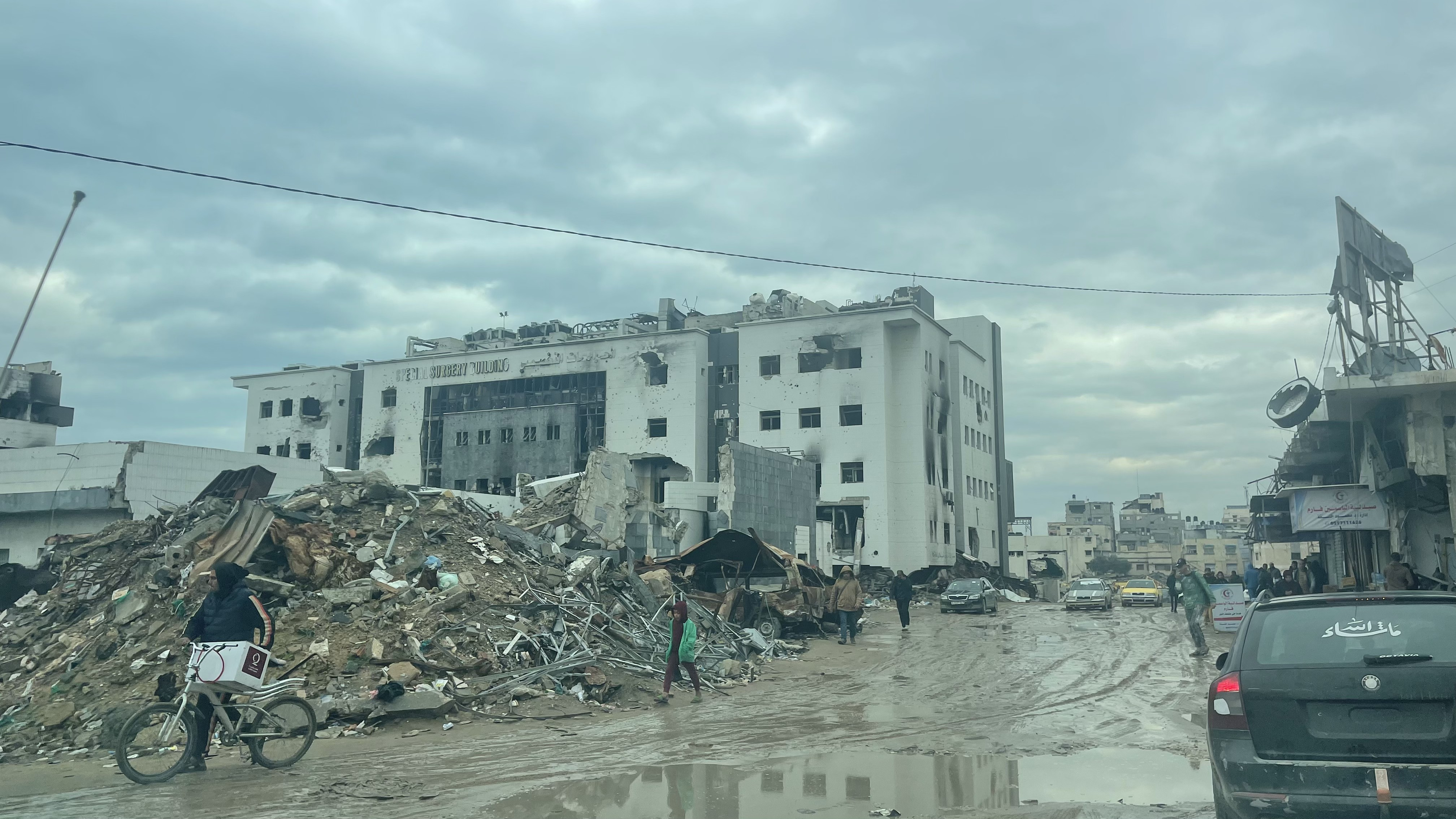
مبنى الجراحة الخاصة في مستشفى الشفاء بعد القصف.

### حرب 2023

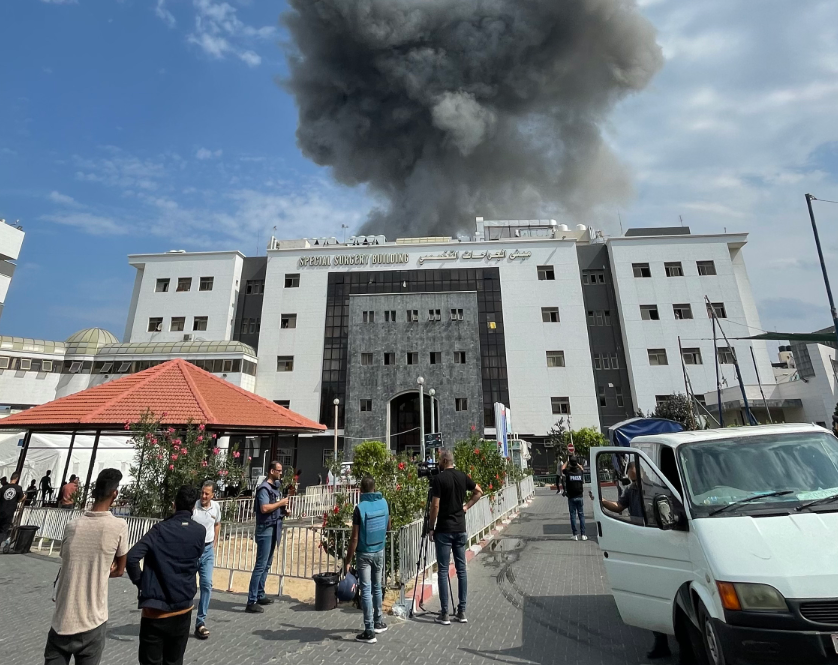
لحظة استهداف مبنى الجراحات التخصصي.

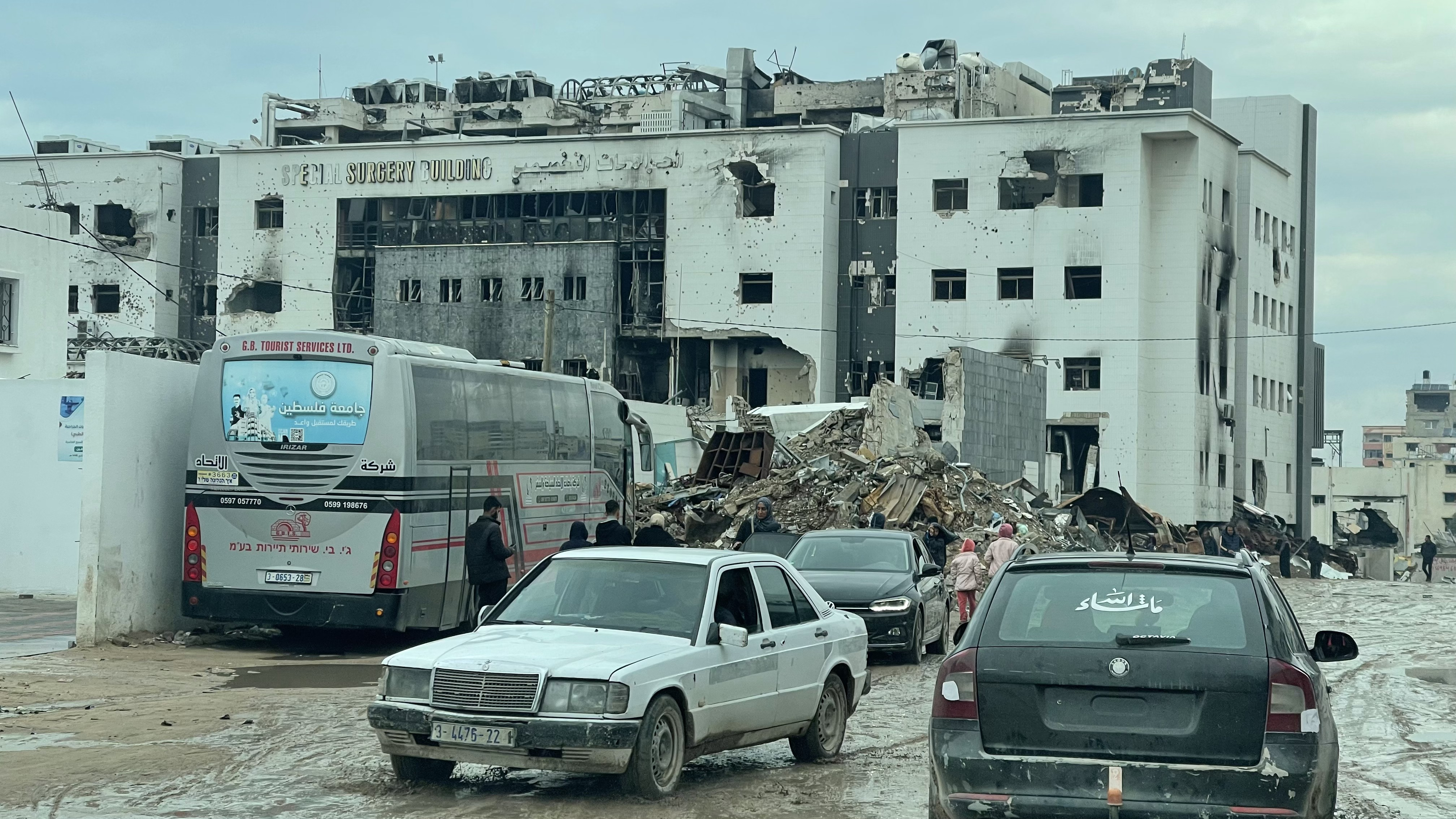
مبنى الجراحات التخصصي غن قُرب بعد القصف.

في 9 أكتوبر 2023، وفي اليوم الثالث لعملية طوفان الأقصى، استهدفت طائرات جيش الاحتلال الإسرائيلي محيط مجمع الشفاء الطبي؛ مما أدى إلى أضرار في قسم الحضانة لحديثي الولادة. وقال وكيل وزارة الصحة في قطاع غزة يوسف أبو الريش إنه تم دفن 179 ضحية بينهم عشرات الأطفال والنساء في قبر جماعي بحديقة صغيرة عند بوابة مبنى الجراحات التخصصية في مستشفى "الشفاء" بغزة، منهم 40 من مرضى العناية المركزة، وقسم الأطفال الخدج.
وطوال العدوان الإسرائيلي على قطاع غزة، والمتحدث باسم جيش الاحتلال، يساهم بالتحريض على المستشفى، زاعمًا أن حركة حماس تتخذه كمركز قيادة لها. فيما نفت الحركة هذه المزاعم وطالبت بتشكيل وفد دولي، يشارك فيه الأمين العام للأمم المتحدة من أجل تفتيش المستشفى. يشار إلى أن هذه المزاعم تتكرر منذ حرب 2008-2009 على قطاع غزة.
بعد إنذار إسرائيلي بإخلاء المستشفى، غادر المئات من المرضى والنازحين المستشفى سيرًا على الأقدام في 18 نوفمبر 2023.
وفي17 نوفمبر 2023، أعلن مدير مستشفى الشفاء وفاة كل المرضى في قسم العناية المركزة، بسبب الحصار الإسرائيلي على المجمع الطبي.
وفي 23 نوفمبر 2023، اعتقلت قوة من الجيش الإسرائيلي مدير مجمع الشفاء الطبي محمد أبو سلمية واقتادته إلى التحقيق.
وفي 17 ديسمبر 2023، أكدت منظمة الصحة العالمية أن قسم الطوارئ في مجمع الشفاء الطبي استحال "حمام دم" وبات يحتاج إلى "إعادة تأهيل" بعد تعرضه لأضرار بالغة جراء القصف الإسرائيلي.
وفي 12 يناير2024 استأنف مستشفى الشفاء عمله جزئياً وفق ما ذكرته منظمة الصحة العالمية التي تمكنت من تسليمه إمدادات للمرة الأولى منذ أسبوعين. حيث أعلن مدير عام منظمة الصحة العالمية تيدروس أدهانوم غيبريسوس عبر منصة "إكس" أن فريقاً من منظمة الصحة العالمية وشركائها تمكن من الوصول إلى مستشفى الشفاء في شمال غزة وتقديم 9300 ليتر من الوقود والإمدادات الطبية لعلاج ألف مريض من ضحايا الصدمات و100 مريض يحتاجون إلى غسل كلى".
وفي 18 مارس قامت اسرائيل بقصف مبنى الجراحة في مستشفى الشفاء مما أجى الى اندلاع حريق ونزوح عدد كبير من المدنيين الفلسطينيين الذين كانوا بداخل المستشفى.
وفي 1 إبريل 2024 انسحب الجيش الإسرائيلي من مجمع الشفاء الطبي بعد أن خلف دماراً هائلاً وعشرات الجثث بداخله وفي محيطه، وذلك بعد عملية استمرت نحو أسبوعين، وصرحت وزارة الصحة التابعة لحركة "حماس بأن الاحتلال انسحب من مجمع الشفاء الطبي بعدما أحرق مبانيه، مشيرة إلى انتشال جثث أكثر من 300 فلسطيني، بعضها متحللة ومكبلة، من داخل المجمع ومحيطه.

## الخدمات
بُنِي المجمع على مساحة 42000م2، وتبلغ مساحة مسطح البناء القائم 15235م2، حيث يتكون المجمع من عدة أبنية وبعض الأبنية تتكون من عدة طوابق، ويخدم منطقة التغطية الخاصة بمحافظة غزة والبالغ عدد سكانها في 2010م حوالي 534,558 نسمة بشكل خاص، وقطاع غزة بشكل عام ويبلغ عدد موظفي المجمع بكافة تخصصاتهم في 2010م ما مجموعه 1,440 موظف.
يوجد داخل المستشفى موقف للسيارات يحوي تقريبا 120 موقف سيارة للموظفين ولعموم الناس، توجد سيارتا إسعاف، المساحات الخضراء موجودة بالمستشفى، يقع المستشفى في الجهة الغربية لمدينة غزة، يضم المستشفى أربعة أقسام داخلية رئيسة وهي قسم الباطني نساء ورجال، قسم للجراحة العامة، قسم الولادة، قسم الأطفال والحضانة، قسم الطوارئ، إضافة لوحدة العناية المركزة، المستشفى مجهز بثلاث غرف للعمليات وإضافة للجراحة العامة يوجد جراحة عظام ومسالك بولية وانف وأذن وحنجرة.
الأقسام الطبية المساندة يوجد في المستشفى: قسم أشعة، مختبر وبنك دم، علاج طبيعي، تخطيط سمع، تخطيط عصب، فحوص انسجة، صيدلية، وحدة هندسة وصيانة أدوات وأجهزة طبية.
يوجد بالمستشفى العيادات التخصصية التالية:
عيادة الباطني، عيادة الجراحة، عيادة النسائية والولادة، عيادة الأنف والأذن والحنجرة، عيادة العظام، عيادة الكلى والمسالك البولية، عيادة أمراض الروماتيزم، عيادة أمراض السرطان.

## الشفاء، يوميات الجحيم
فيلم وثائقي الشفاء من إعداد قناة الجزيرة هو ليس مجرد فيلمٍ عادي ولكنه يجسد ما حصل في الحرب الأخيرة على قطاع غزة المحاصر بكل حذافيرها. حيث يجسد هذا الوثائقي ما لم يقم به أي من الوثائقيات السابقة، فقد اختار صانع الفيلم «أحمد الوحيدي» بالإضافة إلى ميديا تاون التي عملت على انتاجه منظور جديد لعرض وتجسيد أحداث الحرب الوحشية الأخيرة على قطاع غزة وذلك بعرض الأحداث من خلال مستشفى الشفاء في قطاع غزة عن طرق كاميرات تم وضعها في جميع زوايا المستشفى لتنقل الصورة حية من خلال الطاقم الطبي والمصابون والجرحى والشهداء وعائلاتهم. ويصف صانع الفيلم الوحيدي بأنه وصل لحد النحيب في بعض الحالات من قسوة وشدة المشاهد التي عايشها قائلاً لم أكن أتخيل بأنني سوف أظل أعايش قساوة واجرام الحرب خلال إنتاج الفيلم لمدة عشرة أشهر بعد انتهائها.